# Lady of the Forest
Lady of the Forest: A Novel of Sherwood é um romance de ficção histórica de 1992 escrito pela autora estadunidense Jennifer Roberson. A história é uma recontagem da lenda de Robin Hood sobre a perspectiva de doze personagens associados à lenda; o enredo gira em torno dos encontros de Lady Marian Fitzwalter, uma integrante da nobreza, com o Lorde Robert de Locksley e as conspirações do seu rival, o xerife de Nottingham, e em meio ao contexto de esquemas do príncipe John, ele pretende aumentar sua própria riqueza e poder à custa da pós-conquista da Inglaterra e de seu irmão, o rei Richard.
Roberson escreveu seu romance como uma prequela para a lenda conhecida. Entendendo que faltava uma história sobre a origem de Robin Hood, ela decidiu criar uma narrativa original que descreveu como: "sete pessoas distintas na estrutura social, rigidamente estratificada, uniram-se para lutar contra as injustiças da Inglaterra medieval." Roberson passou um ano pesquisando e escrevendo a história e buscou combinar verdades e lendas no desenvolvimento das personalidades e motivações dos personagens.
O romance foi publicado em setembro de 1992 pela editora Zebra Books. A arte de capa foi projetada pela ilustradora Anne Yvonne Gilbert. Lady of the Forest recebeu críticas positivas e foi analisado pelo estudioso de Robin Hood, Stephen Thomas Knight, que observou que a Marian de Roberson é uma "mulher forte" que ajuda Robert, um veterano traumatizado pelas Cruzadas, a ajustar a sua vida na Inglaterra; Knight liga este ao ambiente "pós-Guerra do Vietnã" que existia quando o romance foi escrito. Roberson lançou uma sequela em 1999 chamada Lady of Sherwood.

## Enredo
A história começa na primavera de 1194, no condado inglês de Nottinghamshire. Lady Marian Fitzwalter participa de um festival realizado no Castelo de Huntington pelo conde de Huntington, que deseja honrar o retorno de seu único herdeiro sobrevivente das Cruzadas, Lord Robert. Marian procura obter um relato de Robert para descobrir de que maneira seu pai, Sir Hugh, foi assassinado no ano anterior. Robert era uma testemunha. Mentalmente marcado pelas cruzadas, ele reage fortemente, com flashbacks do violento assassinato de Sir Hugh pelos sarracenos. Ele avisa que Hugh desejava o casamento de sua filha, Marian com William DeLacey. Ele relaciona as severas conspirações do xerife de Nottingham a sua consternação. DeLacey não sabe de nada, mas tem a intenção de se casar com Marian de qualquer maneira.
Príncipe John chega inesperadamente com vários planos: ele afirma seu desejo de aliar-se com o conde de Huntington, casando Robert com a sua filha bastarda Joanna, e também se aproxima de DeLacey, sobre o levantamento de mais impostos ostensivamente a serem enviados para o resgate do irmão de John, o rei Richard. Na verdade, John deseja manter a receita para si, e como consequência, manter seu irmão preso. Logo depois, Marian está sendo manipulada para que acompanhe o xerife até uma feira no Castelo de Nottingham. Lá, ela é raptada pelo prisioneiro William "Scarlet" Scathlocke, um homem enfurecido, condenado por ter matado quatro soldados normandos. Ela é levada para as profundezas da floresta de Sherwood. Lord Robert, que aprendeu a se guiar pela maciça floresta quando jovem, secretamente acompanha Scarlet e garante a libertação de Marian. Enquanto acompanha Marian de volta para sua modesta mansão em Ravenskeep, Robert fica doente com febre. Marian gradualmente desgasta a parede mental que havia sido construída e descobre os acontecimentos de sua estadia em cativeiro mantido pelos sarracenos, em seguida, ele se recupera da febre em Ravenskeep, consumindo seu relacionamento logo depois dela recusar a oferta de casamento de DeLacey.
Robert volta a Huntington, ao longo do caminho encontra com alguns foras da lei, tais como: Adam Bell e Will Scarlet em um concurso de tiro com arco. Ele encontra seu pai e vários outros nobres proeminentes, os quais mostram seu desejo em que Robert se case com Joanna, com objetivo de enganar o príncipe John sobre suas intenções e frustar sua busca pelo poder. Robert se recusa, enquanto isso, Marian não evita de ser forçada a se casar com DeLacey, e só escapa com a ajuda do Frei Tuck e de "Guy de Gisborne", senescal do xerife, que se encontra apaixonado por ela. Ela foge para o Castelo de Huntington, o conde está desagradado com a desobediência de seu filho, essas circunstancias fazem com que Marian e Robert viajem para a pequena aldeia de Locksley.
Robert se esforça para levantar os fundos necessários para o resgate do rei Richard e começa a roubar os ricos com a ajuda de bandidos de Sherwood, a quem ele gradualmente fez amizade. Ao mesmo tempo, Eleanor de Aquitânia, mãe de Richard, está trabalhando para levantar o resgate através de métodos mais legais: tributando clero e leigos para um quarto do valor de sua propriedade, para confiscar os tesouros de ouro e prata das igrejas e impondo taxas de jugada e carucage. Voltando na pequena aldeia de Locksley, Marian é capturada e enviada para o calabouço do xerife, onde ela recebe um ultimato: casar-se com DeLacey ou ser acusada de bruxaria. Ela é resgatada por Robert e por seus amigos de Sherwood. Assim que eles estão prestes a serem presos por um colérico do Príncipe John, cujo dinheiro foi roubado por bandidos, o rei Richard chega inesperadamente, permitindo que Robert e seus associados escapem.

## Desenvolvimento
A escritora estadunidense Jennifer Roberson ficou conhecida pelos seus romances fantasiosos antes de começar a escrever ficção histórica, um gênero novo para ela.  Ela propôs a seu agente literário uma reinterpretação da lenda de Robin Hood com a perspectiva de Marian. No entendimento de Roberson, a sua interpretação não era um "relato" da história original, Lady of the Forest era "puramente seu próprio engendro.". Descrevendo o romance como uma prequela, a autora explicou: "Eu queria muito escrever a história de como a lenda se fez; o conto de como sete pessoas de situações distintas de uma estrutura social rigidamente estratificada se uniram para combater as desigualdades presentes na Inglaterra medieval. Para mim, a chave era a lógica. Entrelacei fatos históricos com a fantasia da lenda clássica e desenvolvi minha própria interpretação de como os fatos ocorreram. Eu queria conhecer todas essas pessoas e entrar dentro de suas cabeças e descobrir o que os motivaram a fazer o que eles fizeram."
Roberson levou um ano para pesquisar e escrever a trama. Ela creditou recursos dos materiais: Robin Hood, The Outlaws de Sherwood, obra do autor J. C. Holt; The Ballads of Robin Hood de Maurice Keen; The Plantagenet Chronicles de Elizabeth Hallam e King John de W. L. Warren, além dos trabalhos de Frances e Joseph Gies. Em 2007, Roberson declarou em uma entrevista que escrever a história era "extremamente difícil", porque ela emprega os pontos de vista dos doze personagens principais – Marian e Lorde Robert, os protagonistas; William DeLace; Sir Guy de Gisborne; o Conde de Huntington; Eleanor DeLacey; o Frei Tuck; Will Scarlet; o menestrel Alan do Dales, que se torna um fora da lei após uma falsa acusação de estupro; Much, um simples menino; Abraão, o agiota judeu, que Robert usa para levantar dinheiro para o resgate; e o pastor, que está tentando relutantemente ilegalizar o príncipe John. Roberson acredita que esta experiência fez dela uma escritora melhor.
Roberson falou das dificuldades em escrever mulheres medievais, especialmente porque muitos autores contemporâneos são criticados por dar a seus personagens "anacrônicos de independência de pensamento e tendências feministas." Ela debateu sobre Eleanor DeLacey, uma personagem inventada, e afirmou que ela "passou perto dos limites", mas acredita que Eleanor é um reflexo das mulheres de "moral frouxa", que de fato existiram naquela época. Roberson continuou, "Eu escolho acreditar que Eleanor poderia muito bem ter olhado para o galanteio sexual como um meio de buscar a liberdade de escolha numa época em que as mulheres tinham muito pouco." Por outro lado, Robinson falou sobre Marian, "é um verdadeiro produto de seu tempo, moldada pelas responsabilidades e expectativas de uma mulher medieval comum". Marian só ganha a força e a liberdade de amar após perder sua boa reputação e viver como uma cativa na floresta de Sherwood.

## Análises
Stephen Thomas Knight, um estudioso de Robin Hood, tem escrito extensivamente sobre a "interessante" perspectiva de Roberson sobre a lenda. Segundo ele, Lady of the Forest foi outro em uma longa linha de histórias contemporâneas que elevou o "status de herói" de Marian, correspondendo a um "enfraquecimento" de Robin; e observou uma relação entre o romance e o fim da Guerra do Vietnã, resultando na caracterização de um veterano Robin retornando dos confrontos das Cruzadas desgastado e em um estado de trauma. Ele complementa dizendo que: "Roberson evidentemente utiliza o ambiente pós Guerra do Vietnã como base para o enfraquecimento de Robin e assim permitindo a apresentação mais forte de Marian." A Marian de Roberson é "uma mulher independente e inteligente que ajuda o traumatizado Robin se re-estabelecer tanto como um homem quanto como um líder."
Em um artigo publicado no Journal of Gender Studies, Jane Tolmie citou que Lady of the Forest foi outro em uma longa linha de romances contemporâneos fantasioso que retratam atos suportados por mulheres, tais como: estupro, violência e opressão. Marian, por exemplo, está sujeita a sequestros e tentativas de casamento forçado. Tolmie acrescentou que, no contexto do livro de Roberson, Marian é elogiada como "extraordinária" somente dentro da "opressão, baseada no gênero" promovidas pela sociedade patriarcal.

## Lançamento e recepção
Lady of the Forest foi publicado pela Zebra Books, uma editora com base na cidade de Nova York, em setembro de 1992. A ilustração da capa foi feita pela artista Yvonne Gilbert. Em 1994, o romance foi traduzido para o idioma japonês, nove anos depois, uma tradução para o alemão foi lançada.
Durante uma entrevista em 2007, a autora declarou que "vários acordos" foram debatidos para que a obra fosse adaptada para o cinema, entretanto, nenhum resultou em um longa-metragem e que poucas obras são realmente adaptadas. Em 1999, a sequência de Lady of the Forest foi lançada; intitulado Lady of Sherwood, o romance aborda os eventos após a morte do rei Richard.
Lady of the Forest recebeu críticas geralmente positivas, Stephen Knight considerou-o um "romance altamente eficaz." O Library Journal elogiou Roberson por pesquisar minuciosamente a história e ainda não sobrecarregar os leitores com fatos e predisse que o livro se tornaria popular por prosseguir cronologicamente o longa-metragem Robin Hood - O Príncipe dos Ladrões. A crítica do jornal continuou destacando os toques pessoais da autora, que segundo eles, criam um "encantador romance histórico com características românticas tradicionais e harmônicas"; e complementou dizendo que "a escrita é tão colorida e ativa que é difícil ser colocada no livro."
A revista Publishers Weekly exaltou o romance por sua "narrativa animada e estimulante", que ajudou a torná-lo "uma reformulação agradável e quase credível da lenda de Robin Hood como ficção histórica." O revisor acrescentou que o romance do livro "funciona maravilhosamente, capturando no conto de Robin e Marian a aterrorizante felicidade do primeiro amor. Um livro divertido e delicioso de um promissor talento." No entanto, o Publishers Weekly incluiu algumas críticas, segundo a opinião da revista, não há probabilidade de Robert de Locksley e Marian serem tão ingênuos quanto descritos por Roberson."